# Bay Bulls
Bay Bulls es un pueblo canadiense situado en la provincia de Terranova y Labrador.

## Superficie
Bay Bulls tiene una superficie de 30,6 km².

## Demografía
En 2021, tenía 1566 habitantes, una densidad poblacional de 51,2 hab./km², y 631 viviendas.